# John Bell Williams

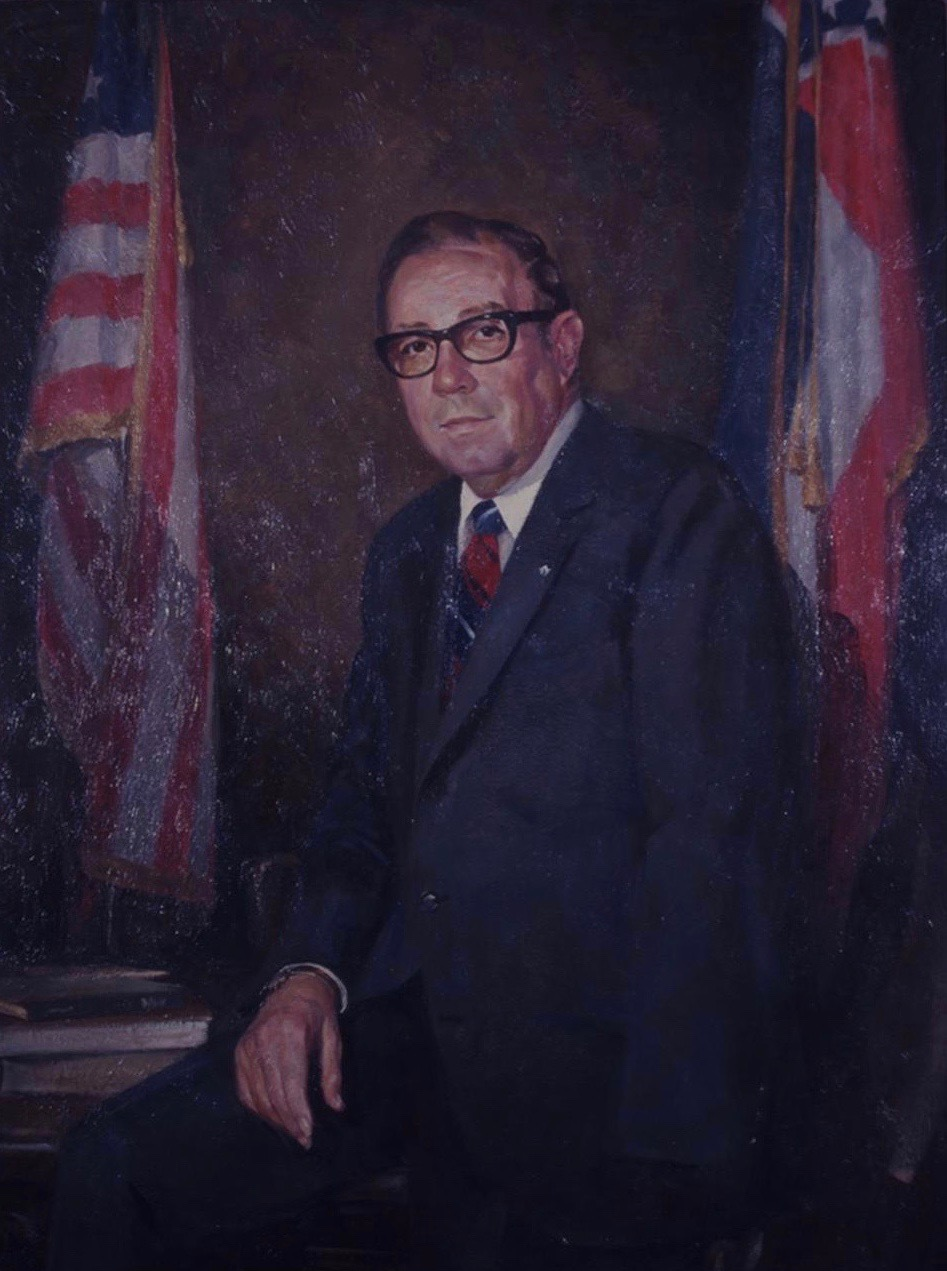
Retrato del Gobernador John Bell Williams en 1968.

John Bell Williams (4 de diciembre de 1918 - 25 de marzo de 1983) fue un político demócrata estadounidense que representó a Mississippi en la Cámara de Representantes de los EE. UU. de 1947 a 1968, y se desempeñó como gobernador de Missisipi de 1968 a 1972.
Fue elegido por primera vez al Congreso en 1946, en representación del suroeste de Mississippi . Con solo 27 años, fue el hombre más joven en ser elegido Representante de los Estados Unidos por Mississippi. Fue reelegido repetidamente para el Congreso durante las elecciones de 1966 en lo que entonces era un estado demócrata de partido único, pero fue despojado de sus posiciones de liderazgo en el Congreso después de que apoyó al republicano Barry Goldwater en las elecciones presidenciales de 1964.
Williams fue elegido gobernador en 1967, derrotando a numerosos candidatos. Tenía un historial de apoyo a la segregación racial, pero cumplió con una orden de la corte federal para finalmente eliminar la segregación en las escuelas públicas de Mississippi, excusándose de que la eliminación segregacionista la había comenzado Ross Barnett en un acuerdo secreto con John F. Kennedy, con la admisión de James Meredith en la universidad de Misisipi en 1962.